# Louis d'Aurelle de Paladines

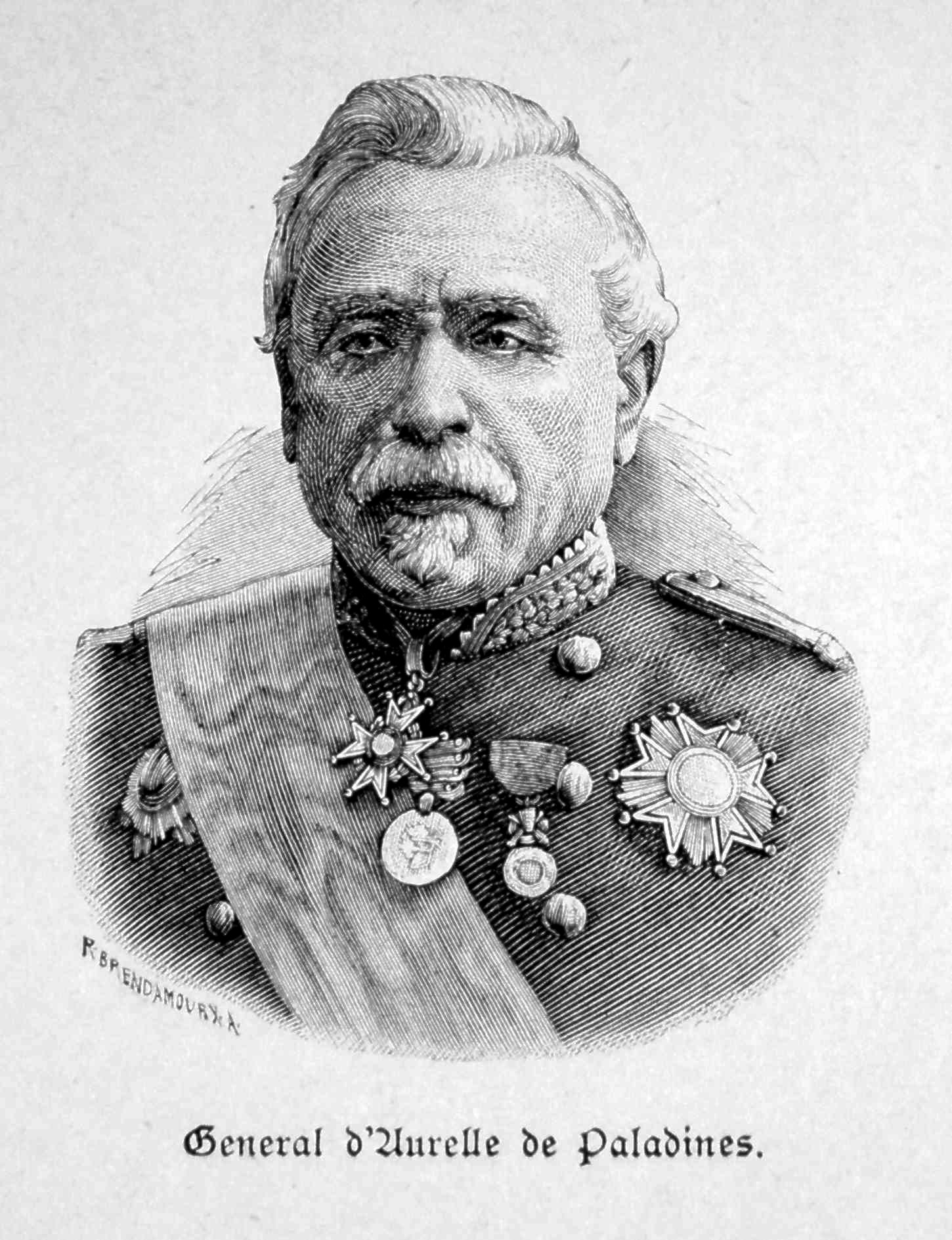
Louis d'Aurelle de Paladines.

Louis Jean Baptiste d'Aurelle de Paladines, född den 9 januari 1804 i Le Malzieu-Ville, Lozère, död den 17 december 1877 i Versailles, var en fransk militär.
d'Aurelle deltog i Krimkriget som brigadgeneral, och inträdde på nytt i tjänst efter de stora motgångarna i 1870 års krig, organiserade den nybildade Loire-armén och segrade 9 november 1870 vid Coulmiers men måste sedan dra sig tillbaka mot Orléans, som han tvangs att utrymma, varigenom Loire-armén sprängdes. Den 6 december fråntogs han befälet. I nationalförsamlingen arbetade han för freden, blev 1876 senator och försvarade i Campagne de 1870-71; la première armée de la Loire (1872) sina åtgärder under kriget.